# Музей Немировича-Данченка
Меморіальний музей-садиба Володимира Івановича Немировича-Данченка — філія Донецького обласного краєзнавчого музею, яка знаходиться в селі Нескучне Волноваського району Донецької області й присвячений театральному діячеві Володимиру Івановичу Немировичу-Данченку.

## Загальна характеристика
Меморіальний музей-садиба Володимира Івановича Немировича-Данченка (відділ Донецького обласного краєзнавчого музею) – пам’ятка національного значення України – знаходиться в селі  Нескучне Великоновосілківського району Донецької області й був відкритий 1992 року, згідно з рішенням Донецького обласного виконкому. Експонати музею розмістили в садибному будинку посеред парку.

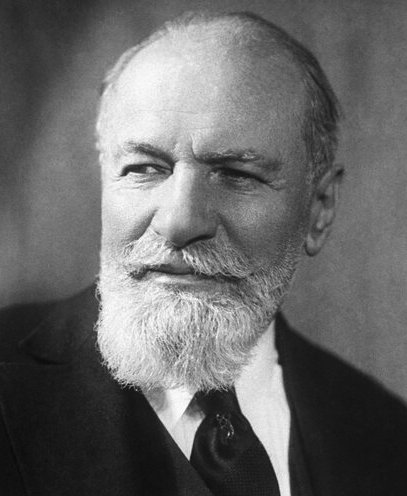
Немирович-Данченко Володимир Іванович

В садибі з 1856 до 1883 рр. проживав педагог і просвітитель Микола Олександрович Корф. Маєток після смерті батька перейшов у спадок дочці М. О. Корфа – Катерині Миколаївні, яка одружилась з В. І. Немировичем -Данченком.
Тут, у Нескучному, творчість В. І. Немировича-Данченка досягла апогею. Ним були нстворені повісті й романи «В степу», «На літературних хлібах», «Губернаторська ревізія», «Пекло», п'єси «Остання воля», «Нова справа», «Ціна життя», «Золото», «У мріях». У садибі визріває задум провести реформу театру, звідси він послав К. С. Станіславському запрошення на їх історичну зустріч у «Слов'янському базарі», тут отримав дозвіл від А. П. Чехова на постановку його п'єси «Чайка». До садиби прилягає Нескучний ліс, який є ландшафтним заказником, площею 16 гектарів. У 1999 році будинок-музей пам'ятник внесено за № 3594 в «Державний реєстр національного культурного надбання».

## Діяльність музею
У 1999 році в музеї відкрито постійнодіючу експозицію, яку присвятили 140-річчю від дня народження Володимира Івановича Немировича-Данченка та 100-річчю створеного ним МХАТу. У створенні експозиції активну участь узяв колектив МХАТу ім. А. П. Чехова та сім'я онука — Василя Михайловича Немировича-Данченка, заслуженого артиста Росії, завідувача музичної частини цього театру. У підборі експонатів музею брали участь діячі культури Донеччини, земляки, які мешкають в різних містах Росії і України, а також місцеві мешканці.
Експозиція музею розміщена в 5-ти залах і розповідає про життя і діяльність барона Корфа та В. І. Немировича-Данченка. Інтер'єр музею зберігає колишню обстановку будинку-садиби: вітальня, де господарі приймали гостей з Москви; кабінет В. І. Немировича-Данченка; кімната Катерини Миколаївни та сина Михайла, в якій представлені особисті речі: друковані видання, фото, костюми, театральні реквізити, меблі, які пов'язані з творчістю видатних майстрів МХАТу.
Меморіальний музей проводить активну екскурсійну, культурно-просвітницьку роботу. Здійснює роботу в плані науково-дослідницької діяльності Донецького обласного краєзнавчого музею, підтримує творчі зв'язки з музеєм МХАТу та школою-студією ім. В. Немировича-Данченка у Москві, Будинком-музеєм А.П. Чехова в Ялті та з багатьма іншими закладами культури. 
Адреса: 85582, Донецька обл.., Великоновосілківський р-н, с. Нескучне, вул. Немировича-Данченка, 46. 